# 瀬戸加容子
瀬戸 加容子（せと かよこ、1978年5月14日 - ）は、日本のフリーアナウンサー。活動当時はオールウェーブ・アソシエツに所属していた。

## 来歴
徳島県出身。法政大学卒業。
大学を卒業後、チューリップテレビに入社し、2002年1月から同局のアナウンサーを務めていた。
退社後、2003年4月からNHK徳島放送局の契約キャスターを務めていた。
NHKとの契約の終了後、オールウェーブ・アソシエツ所属のフリーアナウンサーとなる。同事務所からの派遣により、一時静岡第一テレビの契約アナウンサーを務めていたことがある。

## 担当番組

### チューリップテレビ
- ニュース深夜便WIDE - アシスタント[4]

### NHK徳島放送局
- ほっとイブニング徳島 - 情報コーナー担当[1]
- とくしまi[1]
- あわメロ - キャスター[5]
- 西日本の旅 - リポーター[4]

### フリー転向後
- EMN情報館（ジェイコム千葉） - リポーター[4]
- ニュース（静岡第一テレビ）[2]